# Вабр (Канталь)
Вабр (фр. и окс. Vabres) — коммуна во Франции, находится в регионе Овернь. Департамент — Канталь. Входит в состав кантона Сен-Флур-Нор. Округ коммуны — Сен-Флур.
Код INSEE коммуны — 15245.
Коммуна расположена приблизительно в 430 км к югу от Парижа, в 85 км южнее Клермон-Феррана, в 65 км к востоку от Орийака.

## Население
Население коммуны на 2008 год составляло 223 человека.
| 1962 | 1968 | 1975 | 1982 | 1990 | 1999 | 2008 |
| ---- | ---- | ---- | ---- | ---- | ---- | ---- |
| 255  | 283  | 247  | 245  | 242  | 253  | 223  |

## Экономика

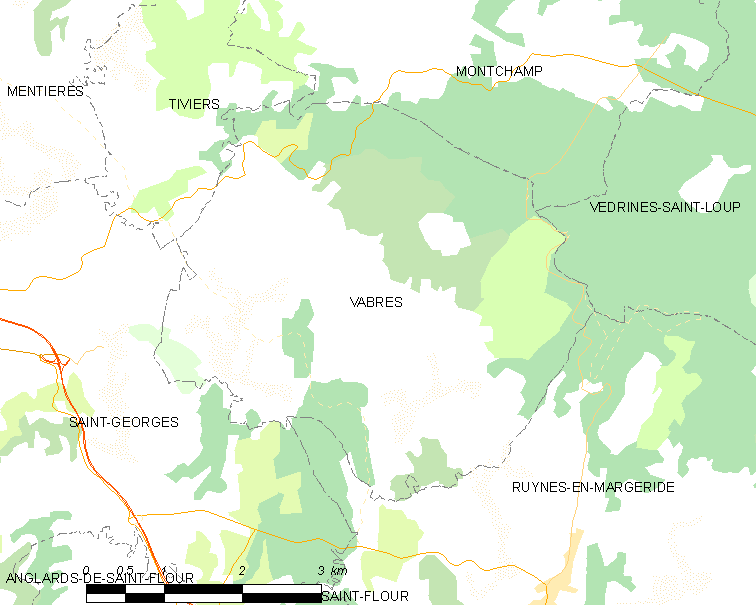
Карта коммуны

В 2007 году среди 144 человек в трудоспособном возрасте (15—64 лет) 112 были экономически активными, 32 — неактивными (показатель активности — 77,8 %, в 1999 году было 77,3 %). Из 112 активных работали 105 человек (59 мужчин и 46 женщин), безработных было 7 (6 мужчин и 1 женщина). Среди 32 неактивных 12 человек были учениками или студентами, 15 — пенсионерами, 5 были неактивными по другим причинам.

## Достопримечательности
- Церковь Сен-Пьер (XIX век)
- Замок Сен-Галь (1900 год)